# درب الدم
درب الدم، هو كتابُ نشر عام 1931 للكاهن الأمريكي المعمداني الجنوبي جيمس ميلتون كارول (1852-1931)، يتألف من مجموعة من خمس محاضرات ألقاها عن تاريخ الكنائس المعمدانية والتي قدمها كخلافة من المسيحيين الأوائل.

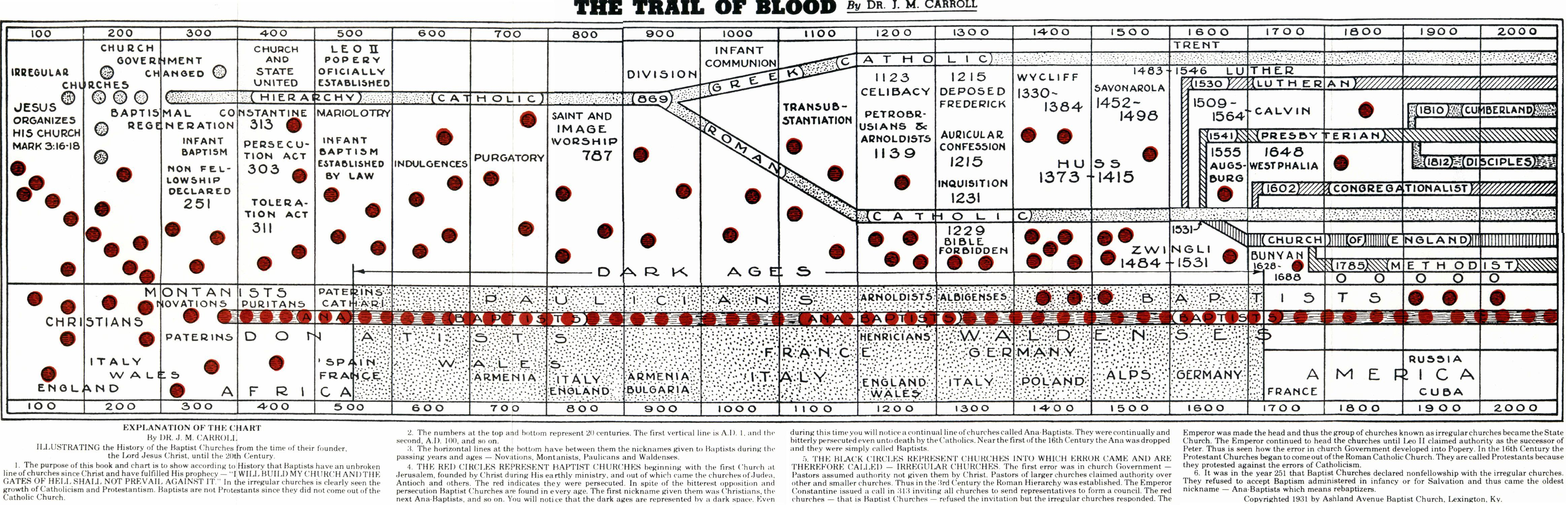
التسلسل الزمني من كتاب درب الدم

## محتوى الكتاب
العنوان الكامل هو «درب الدم: متابعة المسيحيين عبر القرون: أو تاريخ الكنائس المعمدانية من وقت مؤسسها المسيح حتى يومنا هذا». يقدم كارول المعمدانيين المعاصرين كخلفاء مباشرين لسلالة من المسيحية تعود إلى العصور الرسولية، مما يعكس وجهة نظر لاندماركية روج لها جيمس روبنسون جريفز (1820-1893) لأول مرة في منتصف القرن التاسع عشر.
بدأ جريفز حركة مؤثرة في ولاية تينيسي والولايات الغربية، أدى جدل لاندمارك إلى تقسيم العديد من المعمدانيين، وأدى في نهاية المطاف إلى تشكيل الجمعية المعمدانية الأمريكية في عام 1924، بالإضافة إلى إرساليات الإنجيل والكنائس غير المنتسبة هذا الاعتقاد يسمى الخلافة المعمدانية.
يدعي كارول أن المعمدانيين المعاصرين ينحدرون من مجموعات سابقة مثل:
- ولدينيسية (تأسست عام 1170 ومقرها في جبال الألب الكوتية).
- كاثار (أو نوفاتيانست) (تأسست في القرن الثالث).
- بيلكانيون (تأسست عام 650 في أرمينيا).
- دوناتية (نشأوا في شمال إفريقيا في القرن الرابع).

يعترف كارول بعدد من الكتاب الآخرين، بما في ذلك (ج. أورشارد) (1796-1861) وجون ت. كريستيان (1854-1925).
كتب جيمس إدوارد ماكجولدريك ردًا على عمل كارول المسمى «الخلافة المعمدانية» والذي أعطى بحثًا عن معارضة نظرية الخلافة المعمدانية.
منذ عام 2010، امتلكت كنيسة آشلاند أفينيو المعمدانية في ليكسينغتون، كنتاكي حقوق الطبع والنشر لكتاب كارول.

## روابط خارجية
- Trail of Blood, Challenge Press is one of the sole distributors of the print copy this book.
- The Trail of Blood at archive.org.